# 克萊亞特維爾 (喬治亞州)
克萊亞特維爾（英語：Clyattville）是位於美國喬治亞州朗茲縣的一個非建制地區。該地的面積和人口皆未知。

## 地理
克萊亞特維爾的座標為30°41′29″N 83°18′55″W / 30.69139°N 83.31528°W，而該地的平均海拔高度為60米（即197英尺）。